# Hliněná stavba
Hliněná stavba je stavba, jejíž stěny jsou budovány z hlíny.

## Hliněné stavby v Česku
Na českém území se s nimi setkáváme především na střední a jižní Moravě.
Důležitým prvkem hliněných staveb je střecha s dostatečným přesahem, která zamezí přístupu vody ke stěně. S hliněnou stavbou je neodmyslitelně spojen architektonický prvek zvaný žudr, na Moravském Slovácku pak jeho obdoba žudro.
Množství hliněných staveb na Moravě vzalo za své při záplavách v roce 1997.

## Hliněné stavby v zahraničí

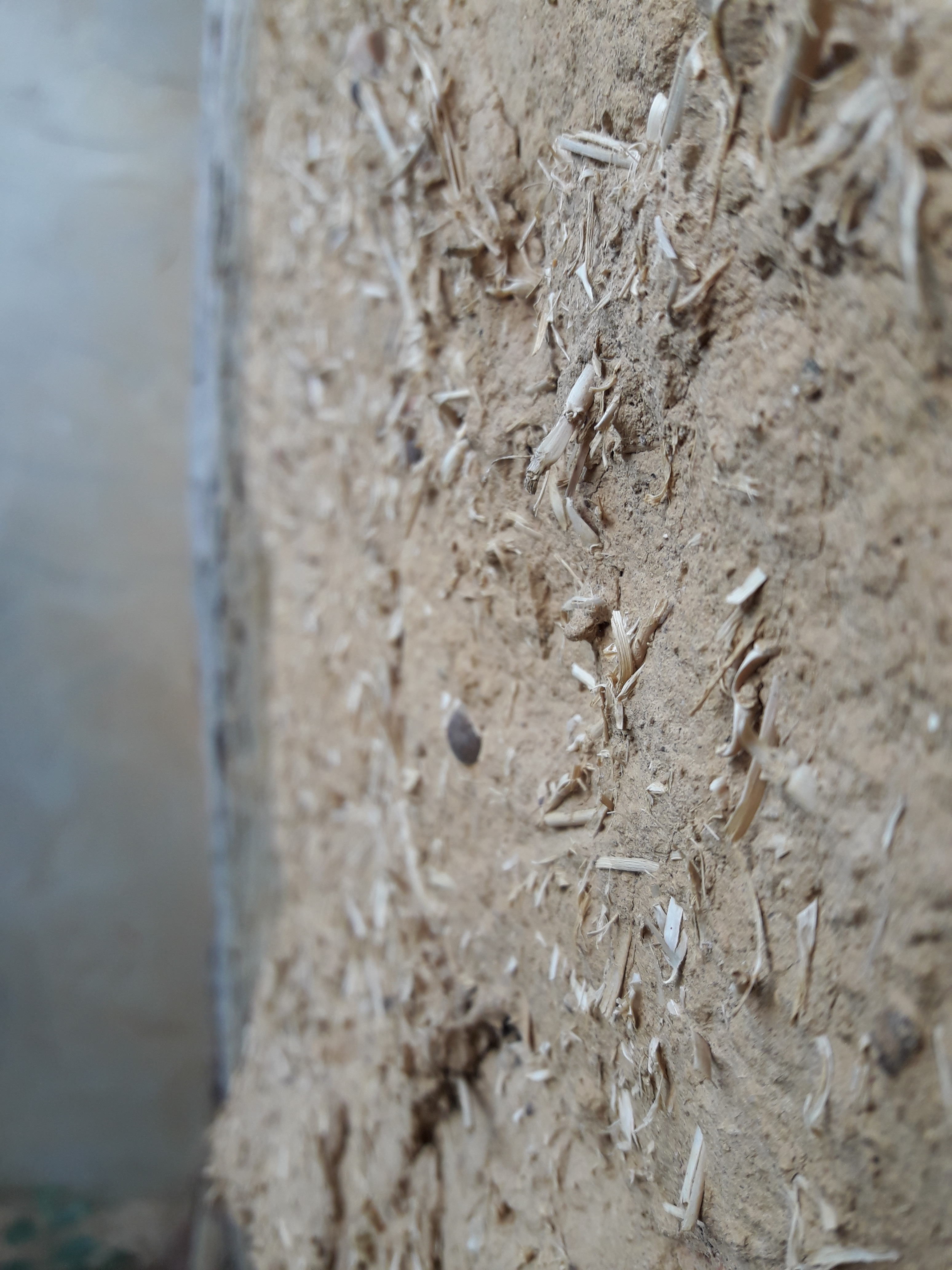
Hliněná stěna v Bahillo (Španělsko)
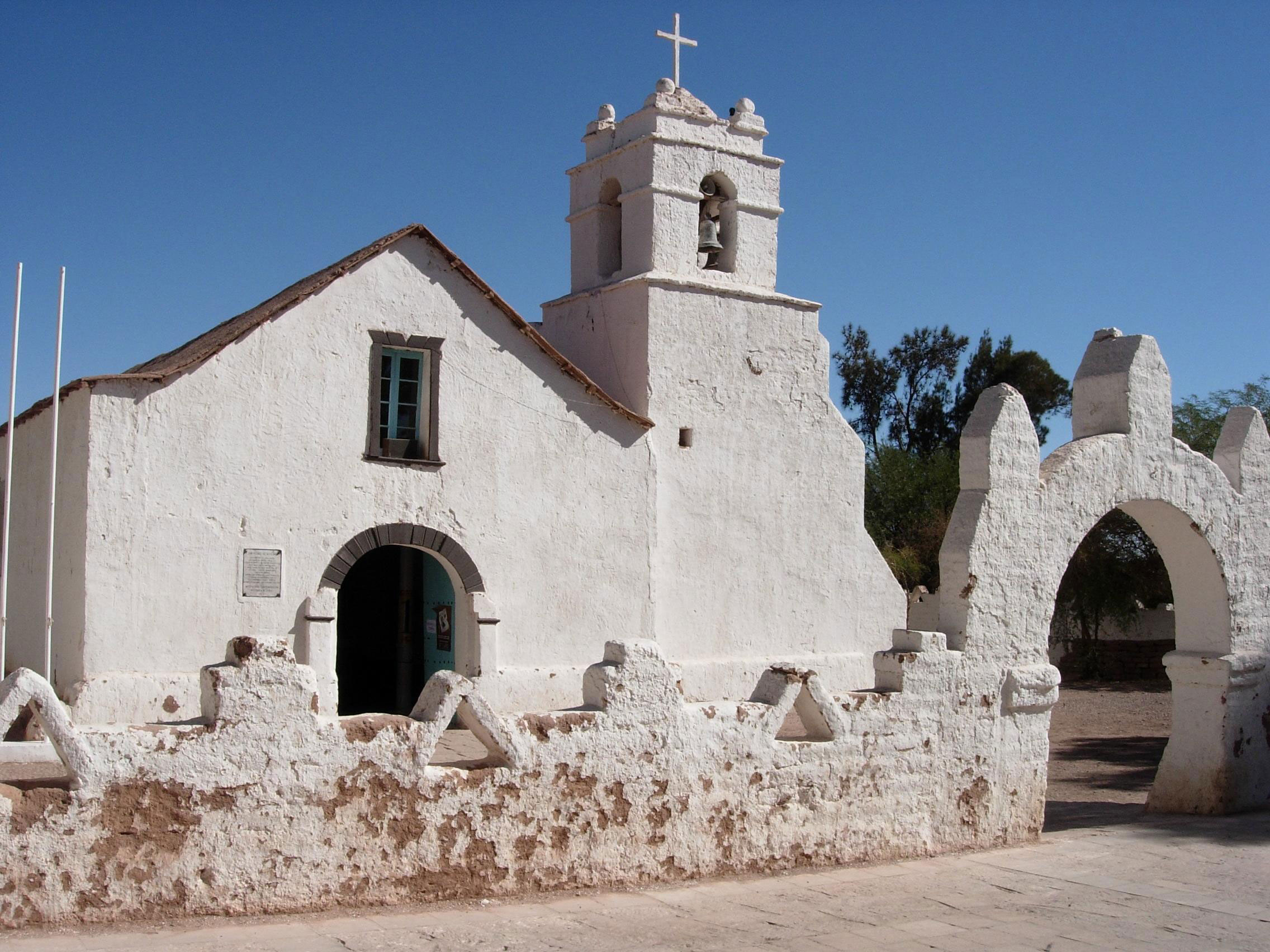
Hliněný kostel v San Pedro de Atacama (Chile)
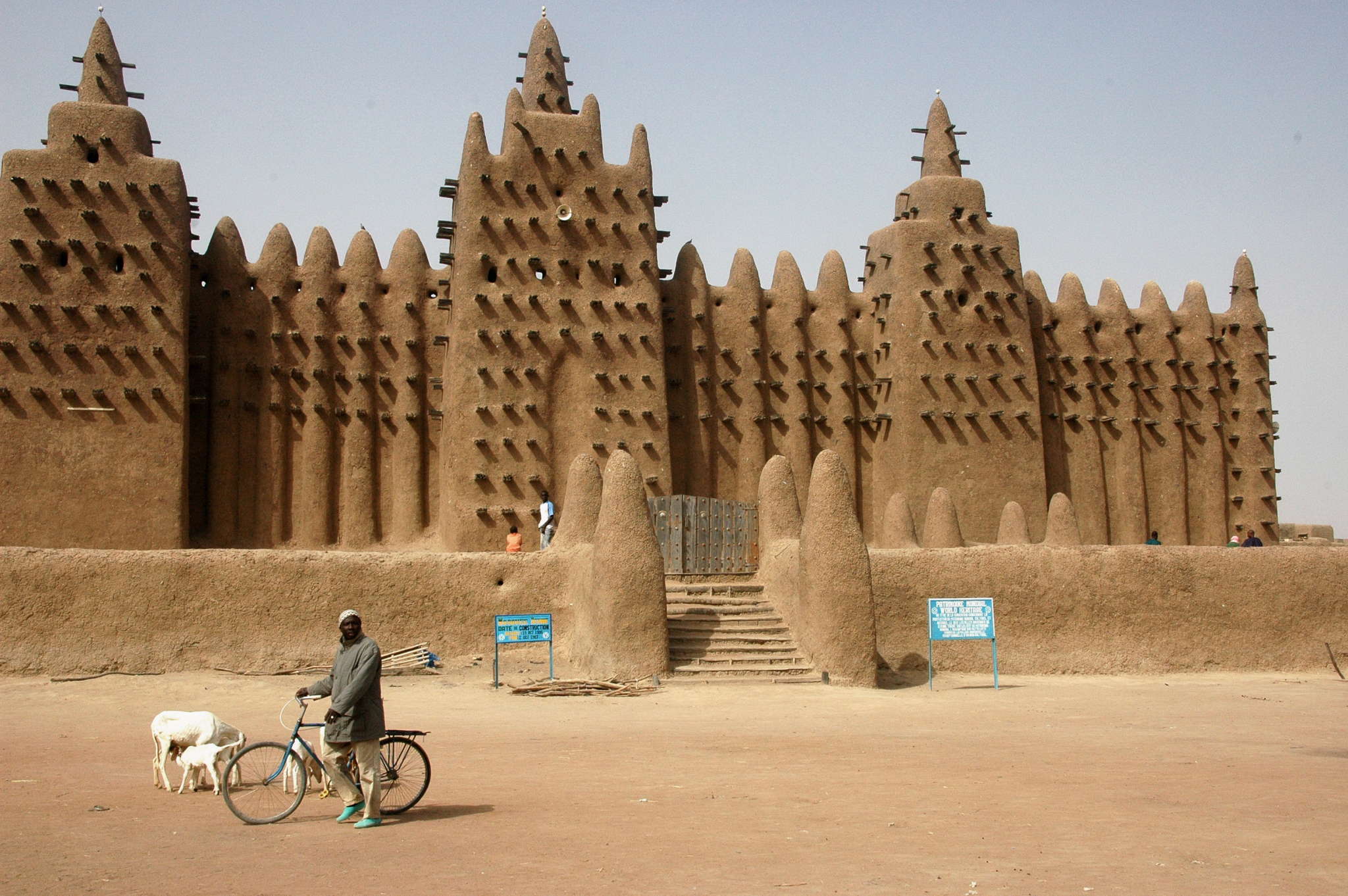
Hliněná mešita v Djenné (Mali)

## Konstrukce
- Nabíjená stěna (dusaná stěna) – vytvoří se nabíjením (dusáním) vlhké hlíny do bednění.
- Nakládaná stěna (tzv. lepenice)
- Stěna ze sušených cihel (tzv. vepřovice)
- Válková stěna